# Laczina László
Laczina László (névváltozataː Lacina; Budapest, 1922. augusztus 30. – Budapest, 1981. július 14.) magyar színházi rendező, színigazgató.

## Életpályája
Eredeti szakmája a pék volt. 1960–1964 között a Színház- és Filmművészeti Főiskola rendező szakos hallgatója volt. 1964–1966 között az egri Gárdonyi Géza Színház tagja volt. 1966–1971 között a kaposvári Csiky Gergely Színház igazgatója volt. Igazgatása alatt a kaposvári színház, az ország egyik leggyengébb színházává vált. 1971-1978 között az Állami Déryné Színházban rendezett. 1978-tól a Népszínház tagja volt, majd ez évben nyugdíjba vonult. 1981-ben hunyt el Budapesten.

## Főbb rendezései
- Molnár Ferenc: Olympia
- Madách Imre: Az ember tragédiája
- Csehov: Sirály
- Williams: A vágy villamosa
- Dürrenmatt: Az öreg hölgy látogatása
- Szigligeti Ede: Liliomfi